# Никола Калај
Никола Калај (хрв. Nikola Kallay; Загреб, 5. септембар 1942 — Загреб 20. април 2015) био је хрватски хемичар и академик, редовни члан ХАЗУ.